# ديزموند ريتشاردسون
ديزموند ريتشاردسون (بالإنجليزية: Desmond Richardson)‏ هو راقص أمريكي، ولد في 1969 في سمتر في الولايات المتحدة.

## وصلات خارجية
- ديزموند ريتشاردسون على موقع IMDb (الإنجليزية)
- ديزموند ريتشاردسون على موقع قاعدة بيانات برودواي على الإنترنت (الإنجليزية)
- ديزموند ريتشاردسون على موقع قاعدة بيانات الفيلم (الإنجليزية)